# Albert Faber

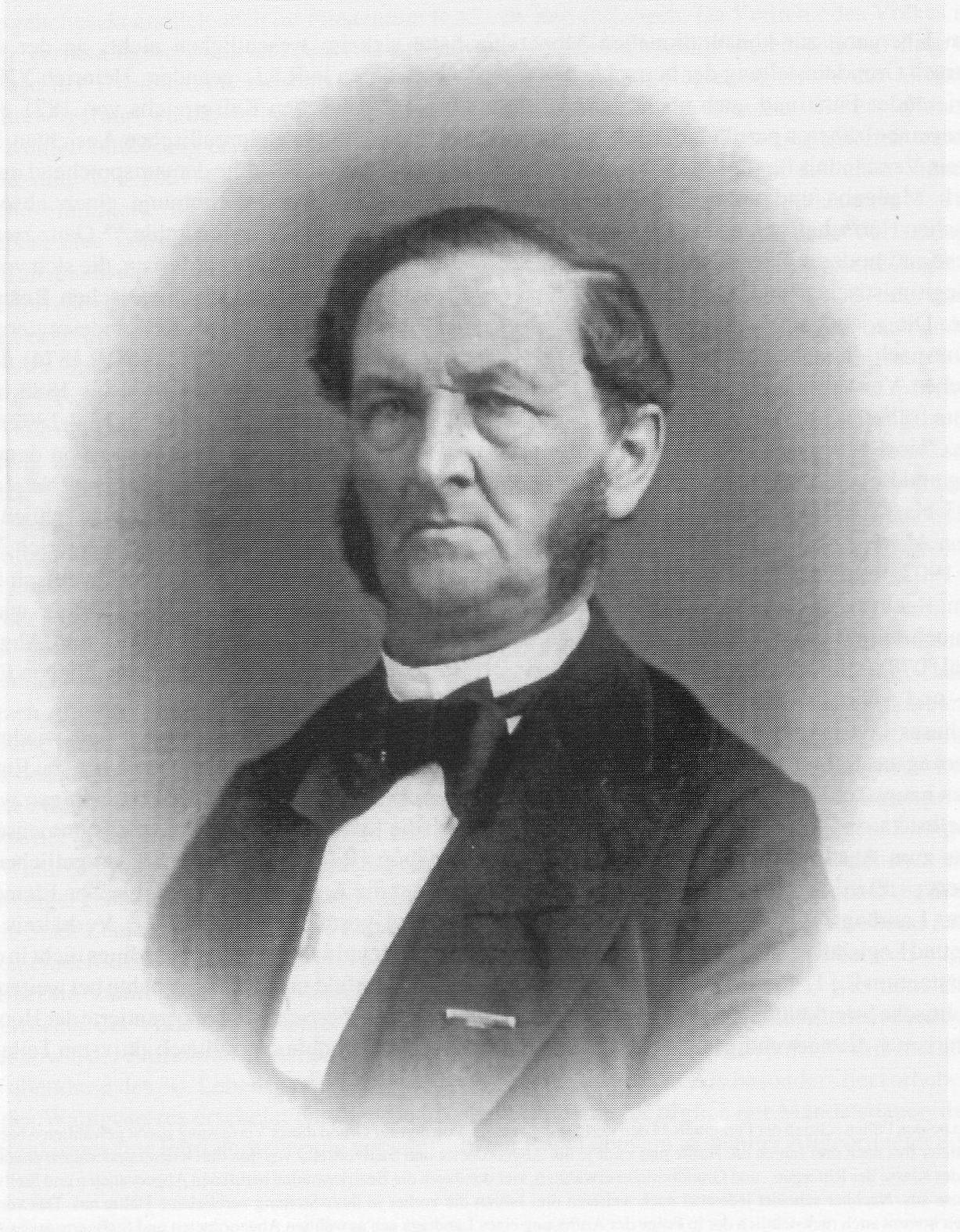
Albert Faber

Albert Friedrich Wilhelm Faber (* 1817 in Hersfeld; † nach 1888) war ein deutscher Verwaltungsbeamter.

## Leben
Faber studierte Staats- und Rechtswissenschaften und machte Karriere im kurhessischen Verwaltungsdienst. 1861 war er zweiter Beamter im Verwaltungsamt Melsungen. 1851 bis 1866 war er Landrat im Landkreis Melsungen. 1866 wechselte er in den preußischen Verwaltungsdienst. Vom 17. November 1874 bis zum 1. Juli 1888 war er Regierungschef des Fürstentums Reuß älterer Linie mit dem Titel eines Regierungs- und Konsistoriumspräsidenten. Er vertrat streng konservative Positionen und wurde mit dem Titel eines Wirklichen Geheimen Rates ausgezeichnet. Er war evangelischer Konfession.